# Kgope
Kgope is een dorp in het district Kweneng in Botswana. De plaats telt 368 inwoners (2011).